# Nesogenes
Nesogenes é um género botânico pertencente à família Orobanchaceae.

## Espécies
| - Nesogenes africanus - Nesogenes decumbens - Nesogenes dupontii - Nesogenes euphrasioides - Nesogenes glandulosus - Nesogenes madagascariensis | - Nesogenes mansfeldianus - Nesogenes orerensis - Nesogenes prostrata - Nesogenes rotensis - Nesogenes tenuis |